# Banksia robur
Banksia robur là một loài thực vật có hoa trong họ Quắn hoa. Loài này được Cav. miêu tả khoa học đầu tiên năm 1799.